# Terry Lloyd
Terence Ellis "Terry" Lloyd (Derby, Reino Unido; 21 de noviembre de 1952 - Basora, Irak; 22 de marzo de 2003) fue un periodista conocido por su trabajo en Oriente Medio.
Fue asesinado por un militar de las Fuerzas armadas de los Estados Unidos, mientras cubría la Invasión de Irak de 2003 para Independent Television News. Tras una audiencia de ocho días, el jurado de Investigación en el Reino Unido, Andrew Walker, emitió un veredicto de homicidio legítimo el 13 de octubre de 2006.

## Primeros años y educación
Lloyd nació en Derby, Derbyshire, donde trabajó para la Agencia de Noticias Raymonds, para después convertirse en un reportero de Televisión regional para  ATV/Central Televisión. Se unió a Independent Television News en 1983. Era hermano del actor de televisión, Kevin Lloyd y su tío era James Lloyd.

## Carrera
En 1988, Lloyd estremeció las noticias, cuando aseguró que Sadam Huseín había usado armas químicas en Halabja, matando a 5000 kurdos. En 1999, se convirtió en el primer reportero extranjero en entrar a Kosovo.

## Muerte
Lloyd murió en marzo de 2003, mientras realizaba la cobertura de la invasión de Irak en 2003 para Independent Television News. Trabajando como reportero independiente y sin la protección del ejército durante un conflicto armado, Lloyd y su equipo de trabajo, que eran dos camarógrafos y un traductor, fueron atrapados en una serie de disparos, entre el ejército estadounidense y el iraquí, cerca del Shatt Al Basra Bridge en Basora, Irak. Su cuerpo y el del traductor libanés, Hussein Osman, fueron recuperados días después y se descubrió que habían sido disparados por militares de Estados Unidos en su camino a Basra. El camarógrafo francés, Frédéric Nérac, está declarado perdido y se asume que está muerte. Mientras que el camarógrafo belga, Daniel Demoustier, sobrevivió. El funeral de Terry Lloyd fue reportado por Mark Austin en  Independent Television News.

## Investigación
La Real Policía Militar (RMP), llevó a cabo una investigación sobre el incidente. Mayor Kay Roberts, un investigador de RMP, testificó en la investigación sobre Terry Lloyd en el que un video del incidente, tomado por un camarógrafo asociado con la unidad estadounidense que mató Terry Lloyd, había sido editado antes de que se le proporcionara a la investigación británica. El experto forense que examinó a la grabación concluyó que al menos 15 minutos del video se habían editado. Roberts testificó a la pesquisa que fue enviada la cinta "algunos meses" después del incidente y que ella le dijo a las autoridades estadounidenses que el metraje que entregaron era "todo que lo que tenían ".
El equipo de ITN conducían en dos vehículos a la vez claramente marcados como vehículos de prensa. Frédéric Nérac y Hussein Osman estaban en el coche detrás de Terry Lloyd y Daniel Demoustier. Se encontraron con un convoy iraquí en el Puente Shatt Al Basora de Basora, Irak. Nérac y Osman fueron sacados de su coche y se les hace entrar en un vehículo iraquí. La investigación británica sobre el incidente estableció que  el convoy estaba escoltando a un líder del Partido Baath a Basora. Las fuerzas estadounidenses dispararon contra el convoy iraquí, matando a Osman: el cuerpo de Nérac no se ha recuperado, pero la investigación sugiere que es poco probable que pudiera haber sobrevivido
La esposa de Frédéric Nérac Fabienne, Mercier-Nérac, declaró que había recibido una carta de las autoridades estadounidenses que negaron estar en la escena en la que el equipo de ITN News fue atacado.
Demoustier y Lloyd, todavía en el coche de Independent Television News, fueron capturados en fuego cruzado entre la Guardia Republicana iraquí y las fuerzas estadounidenses. Lloyd fue alcanzado por una bala iraquí, una lesión de la que podría haber recuperado. Él subió a un minibús que se había detenido para recoger a las víctimas. La evidencia forense presentado en los shows de investigación judicial Estados Unidos fuerzas disparó en el minibús después de que se había vuelto a abandonar la zona, matando a Terry Lloyd. Demoustier sobrevivió.

## Indagatoria
La indagatoria en la muerte de Lloyd se celebró en octubre de 2006 en Oxfordshire, y duró ocho días, en los que se  grabó el veredicto el 13 de octubre de 2006. El adjunto Forense,  Andrew Walker, registró un veredicto de homicidio ilegítimo por la Estados Unidos militar, y anunció que iba le escribiría al   Director del Ministerio Público para saber si se levantarían cargos.
Andrew Walker aclaró formalmente que Independent Television News aceptaría la culpa de la muerte de Lloyd y dijo que, desde su punto de vista, los tanques de los Estados Unidos, fueron los que empezaron a disparar en contra de los vehículos de Independent Television News
Sin embargo, en el mismo documento, dice que "no puedo determinar si las balas que mataron a Lloyd en el sur de Irak el 22 de marzo de 2003, fueron despedidos por los Estados Unidos fuerzas terrestres o helicópteros." Lloyd "probablemente habría sobrevivido a la primera herida de bala", pero fue asesinado mientras era llevado lejos de los combates en el minibús. Walker dijo: "Si el vehículo se percibía como una amenaza, habría sido despedido antes de que hiciera una vuelta en u, esto habría resultado en daños a la parte delantera del vehículo no tengo ninguna duda que era.. el hecho de que el vehículo se detuvo para recoger a los supervivientes que motivó a losestadounidenses para disparar en ese vehículo" The National Union of Journalists said Terry Lloyd's killing was a war crime.

## Después del veredicto de indagatoria
El 25 de octubre de 2006 Sir Menzies Campbell Líder de los liberales demócratas y MP para  North-East Fife planteó la cuestión en preguntas del primer ministro (PMQs).
Preguntó:
"¿Cuándo podemos esperar que el Fiscal General para hacer una solicitud de extradición y juicio en Gran Bretaña de los soldados estadounidenses contra los que no es un caso  prima facie  por la matanza ilegal en Irak del periodista de ITN Terry Lloyd? " (Hansard Columna 1512 y también BBC  Página web de noticias).
El 19 de marzo de 2007, BBC informó que ITN dio a conocer los nombres de los 16  Estados Unidos Marines en la unidad implicada en la muerte de Lloyd
A pesar del veredicto de Andrew Walker en la investigación, la Fiscalía General,  decidió en julio de 2008 que no había "pruebas suficientes" para procesar a los asesinos de Lloyd.